# Kabinett Rosebery

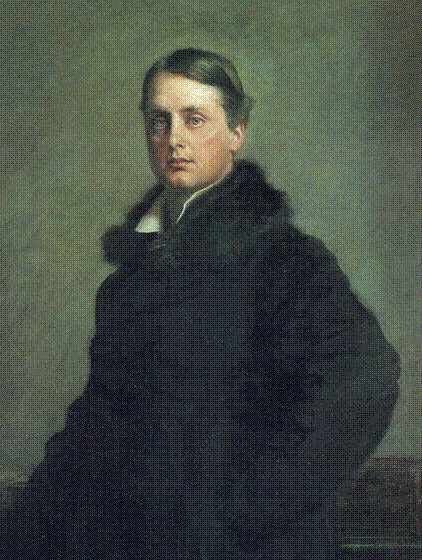
Archibald Primrose, 5. Earl of Rosebery, Premierminister von 1894 bis 1895

Die Regierung Rosebery wurde am 5. März 1894 in Großbritannien von Premierminister Archibald Primrose, 5. Earl of Rosebery gebildet und löste die vierte Regierung Gladstone ab. Sie befand sich bis zum 21. Juni 1895 im Amt und wurde danach durch die dritte Regierung Salisbury abgelöst.

## Kabinettsbildung und Unterhauswahl 1895
Nachdem der bisherige Premierminister William Ewart Gladstone am 3. März 1894 nach der Ablehnung seines Gesetzentwurfs zur Selbstregierung Irlands (Home Rule Bill 1893) zurückgetreten war, wurde der bisherige Außenminister Archibald Primrose, 5. Earl of Rosebery dessen Nachfolger. Seine Liberal Party verfügte jedoch über keine Mehrheit im Unterhaus (House of Commons), sondern stellte nach den Wahlen von Juli 1892 272 Abgeordnete, während die Conservative Party unter dem früheren Premierminister Robert Gascoyne-Cecil, 3. Marquess of Salisbury 268 Mitglieder des Unterhauses stellte. Da im 670 Sitze zählenden House of Commons 336 Mitglieder für eine Mehrheit notwendig war, bildeten Gladstone und sein Nachfolger Rosebery Minderheitsregierungen, die zunächst von den 85 Abgeordneten der Irish Parliamentary Party unter Justin McCarthy gestützt wurde. Viertstärkste Kraft im House of Commons waren die Liberalen Unionisten unter Spencer Cavendish, 8. Duke of Devonshire, die über 77 Abgeordnete verfügte.
Nach den Unterhauswahlen 1895 wurde eine Koalition aus Conservative Party und Liberalen Unionisten gebildet. Beide Parteien gewannen 1.894.772 Wählerstimmen und 411 der 670 Sitze. Die Liberal Party unter dem bisherigen Premierminister Earl of Rosebery gewann zwar 1.765.266 Stimmen, aufgrund des geltenden Mehrheitswahlrechts nur 177 Sitze. Drittstärkste Kraft wurde die Irish Parliamentary Party unter Justin McCarthy, auf die 152.959 Stimmen und 82 Mandate entfielen.

## Mitglieder des Kabinetts 1894 bis 1895
Kabinettsminister sind in Fettdruck dargestellt.
| Amt                                                       | Name                                                               | Amtszeit                         | Anmerkungen                                                                                        |
| --------------------------------------------------------- | ------------------------------------------------------------------ | -------------------------------- | -------------------------------------------------------------------------------------------------- |
| Premierminister                                           | Archibald Primrose, 5. Earl of Rosebery                            | 5. März 1894 – 21. Juni 1895     | zugleich Präsident des Geheimen Kronrates und Führer des Oberhauses (Leader of the House of Lords) |
| Schatzkanzler                                             | Sir William Vernon Harcourt                                        | 5. März 1894 – 21. Juni 1895     | zugleich Führer des Unterhauses (Leader of the House of Commons)                                   |
| Parlamentarischer Sekretär im Schatzamt                   | T. E. Ellis                                                        | 10. März 1894 – 21. Juni 1895    | zugleich Junior Lord im Schatzamt                                                                  |
| Finanzsekretär im Schatzamt                               | Sir John Tomlinson Hibbert                                         | 5. März 1894                     | |
| Junior Lord im Schatzamt                                  | T. E. Ellis                                                        | 5. März 1894 – 21. Juni 1895     | |
| Junior Lord im Schatzamt                                  | Richard Causton                                                    | 5. März 1894 – 21. Juni 1895     | |
| Junior Lord im Schatzamt                                  | William Alexander McArthur                                         | 5. März 1894 – 21. Juni 1895     | |
| Lordkanzler                                               | Farrer Herschell, 1. Baron Herschell                               | 5. März 1894 – 21. Juni 1895     | |
| Präsident des Geheimen Kronrates                          | Archibald Primrose, 5. Earl of Rosebery                            | 5. März 1894 – 21. Juni 1895     | zugleich Premierminister und Führer des Oberhauses (Leader of the House of Lords)                  |
| Lordsiegelbewahrer                                        | Edward Marjoribanks, 2. Baron Tweedmouth                           | 5. März 1894 – 21. Juni 1895     | |
| Innenminister                                             | Herbert Henry Asquith                                              | 5. März 1894 – 21. Juni 1895     | |
| Unterstaatssekretär im Innenministerium                   | George W. E. Russell                                               | 12. März 1894 – 21. Juni 1895    | |
| Außenminister                                             | John Wodehouse, 1. Earl of Kimberley                               | 11. März 1894 – 21. Juni 1895    | |
| Parlamentarischer Unterstaatssekretär im Außenministerium | Sir Edward Grey                                                    | 5. März 1894 – 21. Juni 1895     | |
| Kriegsminister                                            | Henry Campbell-Bannerman                                           | 5. März 1894 – 21. Juni 1895     | |
| Unterstaatssekretär im Kriegsministerium                  | William Mansfield, 1. Viscount Sandhurst                           | 5. März 1894 – 5. Januar 1895    | |
| Unterstaatssekretär im Kriegsministerium                  | Robert Collier, 2. Baron Monkswell                                 | 5. Januar 1895 – 21. Juni 1895   | |
| Finanzsekretär im Kriegsministerium                       | William Woodall                                                    | 5. März 1894 – 21. Juni 1895     | |
| Kolonialminister                                          | George Robinson, 1. Marquess of Ripon                              | 5. März 1894 – 21. Juni 1895     | |
| Unterstaatssekretär im Kolonialministerium                | Sydney Buxton                                                      | 5. März 1894 – 21. Juni 1895     | |
| Minister für Indien                                       | Henry Fowler                                                       | 10. März 1894 – 21. Juni 1895    | |
| Unterstaatssekretär im Ministerium für Indien             | Donald Mackay, 11. Lord Reay                                       | 11. März 1894 – 21. Juni 1895    | |
| Erster Lord der Admiralität                               | John Spencer, 5. Earl Spencer                                      | 5. März 1894 – 21. Juni 1895     | |
| Parlamentarischer und Finanzsekretär der Admiralität      | Sir Ughtred Kay-Shuttleworth                                       | 5. März 1894 – 21. Juni 1895     | |
| Ziviler Lord der Admiralität                              | Edmund Robertson                                                   | 5. März 1894 – 21. Juni 1895     | |
| Bildungsminister                                          | Arthur Dyke Acland                                                 | 5. März 1894 – 21. Juni 1895     | |
| Chefsekretär für Irland                                   | John Morley                                                        | 5. März 1894 – 21. Juni 1895     | |
| Lord Lieutenant von Irland                                | Robert Crewe-Milnes, 2. Baron Houghton                             | 18. August 1892                  | |
| Kanzler des Herzogtums Lancaster                          | James Bryce                                                        | 5. März 1894 – 28. Mai 1894      | |
| Kanzler des Herzogtums Lancaster                          | Edward Marjoribanks, 2. Baron Tweedmouth                           | 28. Mai 1894 – 21. Juni 1895     | |
| Kommunalminister                                          | George Shaw-Lefevre                                                | 5. März 1894 – 21. Juni 1895     | |
| Postminister                                              | Arnold Morley                                                      | 5. März 1894 – 21. Juni 1895     | |
| Minister für Schottland                                   | George Trevelyan, 2. Baronet                                       | 5. März 1894 – 21. Juni 1895     | |
| Handelsminister                                           | A. J. Mundella                                                     | 5. März 1894 – 28. Mai 1894      | |
| Handelsminister                                           | James Bryce                                                        | 28. Mai 1894 – 21. Juni 1895     | |
| Parlamentarischer Sekretär im Handelsministerium          | Thomas Burt                                                        | 5. März 1894 – 21. Juni 1895     | |
| Minister für öffentliche Arbeiten                         | Herbert Gladstone                                                  | 10. März 1894 – 21. Juni 1895    | |
| Landwirtschaftsminister                                   | Herbert Gardner                                                    | 5. März 1894 – 21. Juni 1895     | |
| Generalzahlmeister                                        | Charles Seale-Hayne                                                | 5. März 1894 – 21. Juni 1895     | |
| Generalstaatsanwalt für England und Wales                 | Sir Charles Russell                                                | 5. März 1894 – 3. Mai 1894       | |
| Generalstaatsanwalt für England und Wales                 | Sir John Rigby                                                     | 3. Mai 1894 – 24. Oktober 1894   | |
| Generalstaatsanwalt für England und Wales                 | Sir Robert Threshie Reid                                           | 24. Oktober 1894 – 21. Juni 1895 | |
| Solicitor General für England und Wales                   | Sir John Rigby                                                     | 5. März 1894 – 3. Mai 1894       | |
| Solicitor General für England und Wales                   | Sir Robert Threshie Reid                                           | 3. Mai 1894 – 24. Oktober 1894   | |
| Solicitor General für England und Wales                   | Sir Frank Lockwood                                                 | 28 October 1894                  | |
| Judge Advocate General                                    | Sir Francis Jeune                                                  | 5. März 1894 – 21. Juni 1895     | |
| Lord Advocate                                             | John Balfour                                                       | 5. März 1894 – 21. Juni 1895     | |
| Solicitor General für Schottland                          | Thomas Shaw                                                        | 22. März 1894 – 21. Juni 1895    | |
| Generalstaatsanwalt für Irland                            | Hugh Hyacinth O’Rorke MacDermot                                    | 5. März 1894 – 21. Juni 1895     | |
| Solicitor General für Irland                              | Charles Hemphill                                                   | 5. März 1894 – 21. Juni 1895     | |
| Lord Steward of the Household                             | Gavin Campbell, 1. Marquess of Breadalbane                         | 5. März 1894 – 21. Juni 1895     | |
| Lord Chamberlain of the Household                         | Robert Wynn-Carington, 1. Marquess of Lincolnshire                 | 5. März 1894 – 21. Juni 1895     | |
| Vice-Chamberlain of the Household                         | Charles Spencer                                                    | 5. März 1894 – 21. Juni 1895     | |
| Master of the Horse                                       | Richard Boyle, 9. Earl of Cork                                     | 19. März 1894 – 21. Juni 1895    | |
| Treasurer of the Household                                | Arthur Brand                                                       | 13. März 1894 – 21. Juni 1895    | |
| Comptroller of the Household                              | George Leveson-Gower                                               | 19. März 1894 – 21. Juni 1895    | |
| Hauptmann des Honourable Corps of Gentlemen at Arms       | Edwyn Scudamore-Stanhope, 10. Earl of Chesterfield                 | 13. März 1894 – 21. Juni 1895    | |
| Hauptmann der Yeomen of the Guard                         | William Edwardes, 4. Baron Kensington                              | 13. März 1894 – 21. Juni 1895    | |
| Master of the Buckhounds                                  | Thomas Lister, 4. Baron Ribblesdale                                | 5. März 1894 – 21. Juni 1895     | |
| Mistress of the Robes                                     | vacant                                                             | —                                | |
| Lords-in-Waiting                                          | John Dalberg-Acton, 1. Baron Acton                                 | 5. März 1894 – 21. Juni 1895     | |
| Lords-in-Waiting                                          | Francis Stonor, 4. Baron Camoys                                    | 5. März 1894 – 21. Juni 1895     | |
| Lords-in-Waiting                                          | John Hamilton, 1. Baron Hamilton of Dalzell                        | 5. März 1894 – 1. Mai 1894       | |
| Lords-in-Waiting                                          | Robert Collier, 2. Baron Monkswell                                 | 5. März 1894 – 4. Februar 1895   | |
| Lords-in-Waiting                                          | Lyon Playfair, 1. Baron Playfair                                   | 5. März 1894 – 21. Juni 1895     | |
| Lords-in-Waiting                                          | Thomas Brassey, 1. Earl Brassey                                    | 5. März 1894 – 21. Juni 1895     | |
| Lords-in-Waiting                                          | Francis Douglas, Viscount Drumlanrig                               | 5. März 1894 – 18. Oktober 1894  | |
| Lords-in-Waiting                                          | Cecil Foljambe, 1. Baron Hawkesbury                                | 5. März 1894 – 21. Juni 1895     | |
| Lords-in-Waiting                                          | Sidney Hobart-Hampden-Mercer-Henderson, 7. Earl of Buckinghamshire | 17. Januar 1895 – 21. Juni 1895  | |
| Lords-in-Waiting                                          | Granville Leveson-Gower, 3. Earl Granville                         | 4. Februar 1895 – 21. Juni 1895  | |